# Skwarcówka
Skwarcówka (lit. Špokinė) – wieś na Litwie, w rejonie wileńskim, 7 km na zachód od Kowalczuków, zamieszkana przez 7 ludzi.

## Historia
W dwudziestoleciu międzywojennym Skwarcówka leżała w Polsce, w województwie wileńskim, w powiecie wileńsko-trockim, w gminie Mickuny.
Po II wojnie światowej w granicach Związku Sowieckiego. Od 1991 na niepodległej Litwie.